# HD183489
HD183489 — хімічно пекулярна зоря спектрального класу A9, що має видиму зоряну величину в смузі V приблизно  8,1.
Вона  розташована на відстані близько 596,3 світлових років від Сонця.